# Миколов
Миколов (пољ. Mikołów) је град у Пољској у Војводству Шлеском у Повјату миколовском. Према попису становништва из 2011. у граду је живело 39.505 становника.

## Становништво
Према прелиминарним подацима са пописа, у граду је 2011. живело 39.505 становника.
| 2002.  | 2011.  | 2012.  |
| ------ | ------ | ------ |
| 38.096 | 39.505 | 39.597 |

## Партнерски градови
- Илава